# Halowe Mistrzostwa Świata w Lekkoatletyce 2001 – bieg na 400 m mężczyzn
Bieg na 400 m mężczyzn – jedna z konkurencji rozgrywanych podczas halowych mistrzostw świata w lekkoatletyce w 2001. Eliminacje odbyły się 9 marca, półfinały miały miejsce 10 marca, finał zaś został rozegrany 11 marca.
Do eliminacji zgłoszonych zostało 29 zawodników z 22 państw.
Zawody w tej konkurencji wygrał reprezentant Wielkiej Brytanii Daniel Caines. Drugą pozycję zajął zawodnik ze Stanów Zjednoczonych Milton Campbell, trzecią zaś reprezentujący Jamajkę Danny McFarlane.

## Wyniki

### Eliminacje
Źródło: 
Bieg 1
| Miejsce | Zawodnik            | Państwo         | Wynik | Uwagi |
| ------- | ------------------- | --------------- | ----- | ----- |
| 1.      | Mark Hylton         | Wielka Brytania | 46,79 |       |
| 2.      | Jimisola Laursen    | Szwecja         | 46,82 | SB    |
| 3.      | Boris Gorbań        | Rosja           | 46,91 |       |
| 4.      | Carlos Silva        | Portugalia      | 48,45 |       |
| 5.      | Sugath Thilakaratne | Sri Lanka       | 48,82 |       |
| 6.      | Marcelo Figueroa    | Salwador        | 49,35 |       |

Bieg 2
| Miejsce | Zawodnik          | Państwo         | Wynik | Uwagi |
| ------- | ----------------- | --------------- | ----- | ----- |
| 1.      | Daniel Caines     | Wielka Brytania | 46,65 |       |
| 2.      | David Canal       | Hiszpania       | 46,85 |       |
| 3.      | Sunday Bada       | Nigeria         | 46,91 |       |
| 4.      | Sanderlei Parrela | Brazylia        | 47,53 |       |
| 5.      | Shane Niemi       | Kanada          | 47,80 |       |

Bieg 3
| Miejsce | Zawodnik             | Państwo    | Wynik | Uwagi |
| ------- | -------------------- | ---------- | ----- | ----- |
| 1.      | Danny McFarlane      | Jamajka    | 46,90 |       |
| 2.      | Félix Sanchez        | Dominikana | 47,02 |       |
| 3.      | Robert Maćkowiak     | Polska     | 47,24 |       |
| 4.      | Rohan Pradeep Kumara | Sri Lanka  | 48,02 |       |
| 5.      | Jude Monye           | Nigeria    | 48,05 |       |
| 6.      | Jun Osakada          | Japonia    | 48,13 |       |

Bieg 4
| Miejsce | Zawodnik           | Państwo           | Wynik | Uwagi |
| ------- | ------------------ | ----------------- | ----- | ----- |
| 1.      | Sufjan al-Obaidi   | Tunezja           | 46,93 | NR    |
| 2.      | James Davis        | Stany Zjednoczone | 47,01 |       |
| 3.      | Andriej Siemionow  | Rosja             | 47,01 |       |
| 4.      | Piotr Rysiukiewicz | Polska            | 47,19 |       |
| 5.      | Alain Rohr         | Szwajcaria        | 47,62 |       |
| –       | Bothwell Machihulu | Zambia            | DSQ   |       |

Bieg 5
| Miejsce | Zawodnik            | Państwo           | Wynik | Uwagi |
| ------- | ------------------- | ----------------- | ----- | ----- |
| 1.      | Milton Campbell     | Stany Zjednoczone | 47,09 |       |
| 2.      | Davian Clarke       | Jamajka           | 47,20 |       |
| 3.      | Troy McIntosh       | Bahamy            | 47,66 |       |
| 4.      | Stilianos Dimotsios | Grecja            | 47,71 |       |
| 5.      | Dmitriy Chumichkin  | Azerbejdżan       | 48,52 |       |
| 6.      | Bilal Khalid        | Bahrajn           | 49,61 |       |

### Półfinały
Źródło: 
Bieg 1
| Miejsce | Zawodnik         | Państwo           | Wynik | Uwagi |
| ------- | ---------------- | ----------------- | ----- | ----- |
| 1.      | Daniel Caines    | Wielka Brytania   | 46,43 |       |
| 2.      | Milton Campbell  | Stany Zjednoczone | 46,69 |       |
| 3.      | David Canal      | Hiszpania         | 47,08 |       |
| 4.      | Davian Clarke    | Jamajka           | 47,17 |       |
| 5.      | Sunday Bada      | Nigeria           | 48,14 |       |
| –       | Sufjan al-Obaidi | Tunezja           | DSQ   |       |

Bieg 2
| Miejsce | Zawodnik         | Państwo           | Wynik | Uwagi |
| ------- | ---------------- | ----------------- | ----- | ----- |
| 1.      | Danny McFarlane  | Jamajka           | 46,68 | PB    |
| 2.      | Mark Hylton      | Wielka Brytania   | 46,87 |       |
| 3.      | James Davis      | Stany Zjednoczone | 46,90 |       |
| 4.      | Félix Sanchez    | Dominikana        | 47,29 |       |
| 5.      | Boris Gorbań     | Rosja             | 47,48 |       |
| 6.      | Jimisola Laursen | Szwecja           | 48,17 |       |

### Finał
Źródło: 
| Miejsce | Zawodnik        | Państwo           | Wynik | Uwagi |
| ------- | --------------- | ----------------- | ----- | ----- |
| 01 !    | Daniel Caines   | Wielka Brytania   | 46,40 |       |
| 02 !    | Milton Campbell | Stany Zjednoczone | 46,45 |       |
| 03 !    | Danny McFarlane | Jamajka           | 46,74 |       |
| 4.      | David Canal     | Hiszpania         | 46,99 |       |
| 5.      | Mark Hylton     | Wielka Brytania   | 47,03 |       |
| –       | James Davis     | Stany Zjednoczone | DNF   |       |